# Краткая история времени
«Краткая история времени» (подзаголовок «От Большого взрыва до черных дыр») — научно-популярная книга, написанная известным физиком Стивеном Хокингом, впервые изданная в 1988 году американским издательским домом «Bantam Books». В книге рассказывается о появлении Вселенной, о природе пространства и времени, чёрных дырах, теории суперструн и о некоторых математических проблемах, однако на страницах издания можно встретить лишь одну формулу E=mc². Книга с момента выхода стала бестселлером, так как написана живым языком и рассчитана на обыкновенного читателя. За 20 лет было продано более 10 млн экземпляров.

## Издания
- 1988 — первое издание с предисловием Карла Сагана.
- 1996 — исправленное, расширенное и иллюстрированное издание.
- 1996 — выпуск в мягком переплёте и с небольшим добавлением диаграмм.
- 2005 — выпуск книги «Кратчайшая история времени», являющейся переработанным изданием «Краткой истории времени». В текст были внесены серьёзные изменения, касающиеся научных открытий последних лет. В написании книги Хокингу помогал физик Леонард Млодинов.

## Влияние
- В 1991 году американский режиссёр Эррол Моррис снял одноимённый документальный фильм. Хотя фильм и книга имеют одно название, фильм рассказывает о жизни, мировоззрении и научных достижениях британского учёного и не является экранизацией книги Хокинга.
- Альбом «Chronologie» Жана-Мишеля Жарра 1993 года был написан под влиянием книги «Краткая история времени»[3].
- Книга эпизодически появляется в книге Дж. Сафрана Фоера «Жутко громко и запредельно близко», фильмах «Донни Дарко» (2001), «Гарри Поттер и узник Азкабана» (2004), «Полный облом» (2006), «Любовь сквозь время» (2014)[4][5].